# Julius Kane
Julius Kane (* 1921 in Budapest, Ungarn; † 1962 in Melbourne) war ein australischer Bildhauer und Graphiker.

## Leben und Werk
Julius Kuhn studierte an der Universität von Budapest und zog 1946 nach München, wo er bis 1949 an der Kunstakademie München traditionelle Bildhauerkunst bei Anton Hiller studierte. 1949 emigrierte er nach Australien, wo er als Bildhauer und Graphiker seinen Stil von klassisch-traditionell in Abstrakte Kunst änderte.
1953 gründete Kuhn in Melbourne mit den Bildhauern Clifford Last, Inge King und Norma Redpath die Group of Four, die moderne abstrakte Bildhauerkunst mit geometrischen Formen herstellte.
Kuhn erhielt 1956 die australische Nationalität und änderte seinen Namen in Kane, unter dem er bekannt wurde. 1960 und 1961 reiste er in die USA, Mexiko und Kanada, wo er am Ontario College of Art studierte.

## Centre Five group
Die Centre 5 Group gab sich 1967 einen Fünf-Punkteplan, der während ihrer Versammlungen vorgestellt wurde. Zu dieser Gruppe der Victorian Sculptors Society gehörten Clifford Last, Inge King, Norma Redpath, Vincas Jomantas, Teisutis Zikaras, Julius Kane und Lenton Parr. Einer der fünf Punkte dieses Plans war, dass der Kontakt der Bildhauer zur Öffentlichkeit verbreitert und das Kunstverständnis erweitert werden sollte. Ein weiteres Anliegen dieser Gruppe war es, dass Gruppenausstellungen der Bildhauer stattfinden sollten. Als sie die Victorian Sculptors Society verließen, wurden ihre Gemeinschaftsausstellungen als Konkurrenzveranstaltungen betrachtet und dies führte zu einer tiefen Teilung der dortigen Bildhauergemeinschaft. Die ersten derartigen Gruppenausstellungen fanden in den Jahren 1963, 1964 und 1965 statt. Auch in den Jahren 1974 und 1984 wurden Werke dieser Bildhauer als Ausstellung der Centre Five group vorgestellt.
Sein Werk besteht aus Skulpturen, Lithographien, die in der National Gallery of Australia und in Museumssammlungen in Victoria, in der National Gallery of Victoria, Art Gallery of Ballarat und McClelland Gallery ausgestellt wurden.
Zur Erinnerung an Kane benannte das Victorian College of the Arts, die Kunsthochschule von Victoria der Universität Melbourne, das Julius Kane Memorial Stipendium.